# Номенклатура (правящий класс)

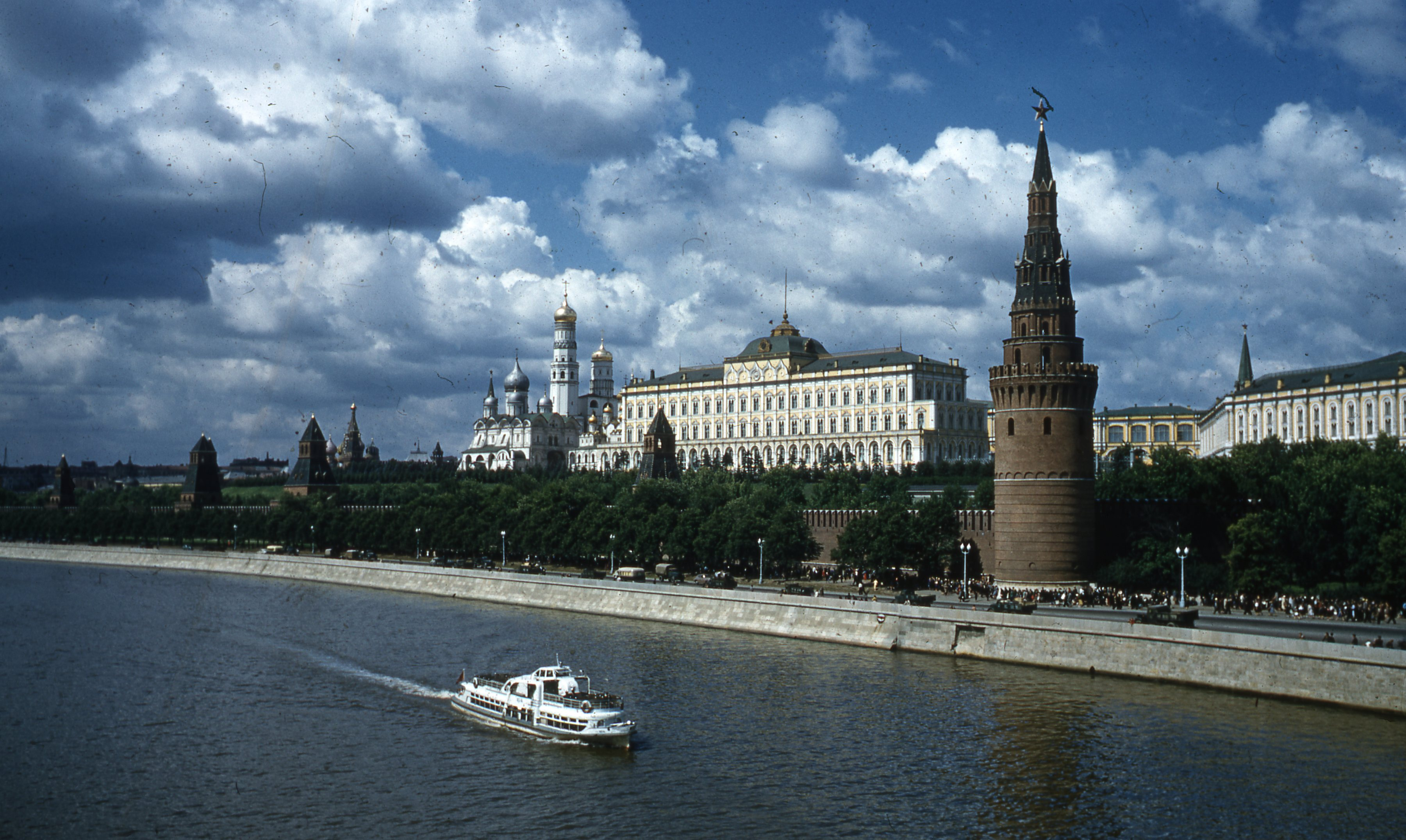
Московский кремль — главный общественно-политический комплекс города, место проживания советских вождей.

Номенклату́ра (от лат. nomenclatura, обозначающего «роспись имён, перечень, список») — в СССР и других социалистических странах правящая элита, формируемая путём назначения кандидатур, утверждённых органами коммунистической партии, на ключевые посты тех или иных уровней государственной системы. Слово «номенклатура» обозначало как перечни важнейших должностей в государственном аппарате (т. н. «аппаратчик»), хозяйственных и общественных организациях («номенклатурные списки»), так и совокупность лиц, занимающих эти должности — руководителей высшего и среднего звена, одновременно являющихся членами коммунистической партии; в СССР также использовалось выражение «партийно-хозяйственный актив».
Критики социалистической системы — как Милован Джилас применительно к Югославии и Михаил Восленский применительно к СССР — рассматривали номенклатуру как «новый правящий класс», привилегированный и отделённый от остального общества. В отношении номенклатуры также употреблялись названия «партократия», «каста», «политическая бюрократия», «партийная бюрократия».
Понятие номенклатуры можно сопоставлять с характерным для западных стран понятием истеблишмента, правящей элиты, контролирующей административные и экономические ресурсы — правительство, финансы, торговлю, промышленность, средства массовой информации и прочие учреждения; хотя власть номенклатуры и не основывалась на частной собственности, номенклатура обладала монополией на принятие политических и хозяйственных решений. Поскольку именно партийные органы занимались подбором «кадрового резерва» — кандидатов на замещение руководящих должностей — и утверждали само назначение кандидатов на эти должности, номенклатура была одним из инструментов осуществления власти правящей партии над государственным управлением и экономикой.

## Значение термина
В учебниках по партийному строительству, ежегодно переиздававшихся Политиздатом многотысячными тиражами для систем партийной учёбы, давалось следующее определение номенклатуры:

Номенклатура — это перечень наиболее важных должностей, кандидаты на которые предварительно рассматриваются, рекомендуются и утверждаются данным партийным комитетом (райком, горком, обком партии и т. д.). Освобождаются от работы лица, входящие в номенклатуру партийного комитета, также лишь с его согласия. В номенклатуру включаются работники, находящиеся на ключевых постах.— Партийное строительство. Учебное пособие. 6-е изд. М., 1982. С. 300.
В этих учебниках подчёркивалось, что как сама номенклатура, так и состав лиц, замещающих номенклатурные должности, «не являются раз навсегда данными, они подвижны»
Доктор исторических наук Олег Хлевнюк приводит такое определение «номенклатуры»:

… номенклатура — это, строго говоря, список. То есть, шли должности по списку. Вот если посмотреть эти документы, там вот центральные советские руководящие органы, руководители газет, руководители партийных журналов, руководители региональных партийных комитетов, первый-второй секретарь обкомов, первый-второй-третий секретарь ЦК компартий союзных республик, нарком, его заместители. Ну, вот это вот такой список, поэтому его называли номенклатурой, и так уже потом он прижился. Все постановления, которые выходили и при Сталине, и потом, между прочим, при Хрущёве, вот они как раз назывались «О номенклатуре»

## История

### Ленинский период
Октябрьская революция означала слом прежней государственно-бюрократической машины. Согласно марксистской теории пролетарской революции, на смену прежнему чиновничеству — оплоту системы подавления эксплуатируемых масс — должно было прийти новое государство рабочих и крестьян. В первые месяцы после Октября вождь партии большевиков В. И. Ленин писал:

Самое главное теперь — распроститься с тем <…> предрассудком, будто управлять государством могут только особые чиновники, всецело зависимые от капитала по всему своему общественному положению.
<…>
Самое главное — внушить угнетённым и трудящимся доверие в свои силы, показать им на практике, что они могут и должны взяться сами за правильное, строжайше упорядоченное, организованное распределение хлеба, всякой пищи, молока, одежды, квартир и т. д. в интересах бедноты.
— В. И. Ленин «Удержат ли большевики государственную власть?» (1917)
В этой же работе он отмечает:

Мы не утописты. Мы знаем, что любой чернорабочий и любая кухарка не способны сейчас же вступить в управление государством. В этом мы согласны и с кадетами, и с Брешковской, и с Церетели. Но мы отличаемся от этих граждан тем, что требуем немедленного разрыва с тем предрассудком, будто управлять государством, нести будничную, ежедневную работу управления в состоянии только богатые или из богатых семей взятые чиновники. Мы требуем, чтобы обучение делу государственного управления велось сознательными рабочими и солдатами и чтобы начато было оно немедленно, то есть к обучению этому немедленно начали привлекать всех трудящихся, всю бедноту.
— В. И. Ленин «Удержат ли большевики государственную власть?» (1917)
На первых порах наряду с прежними чиновниками, перешедшими на сторону Советской власти (так называемые «буржуазные специалисты»), к делу управления подключились, через органы рабочего контроля. На высшем уровне руководства страной её новое правительство составили профессиональные революционеры (так называемая «ленинская гвардия»).

### Сталинский период

#### Номенклатура как стержень кадровой политики
Стандартизация и упорядочение принципов отбора и назначения кадров для работы в государственных учреждениях РСФСР и СССР начались в последние месяцы жизни В. И. Ленина, когда ему по болезни пришлось отойти от управления страной.

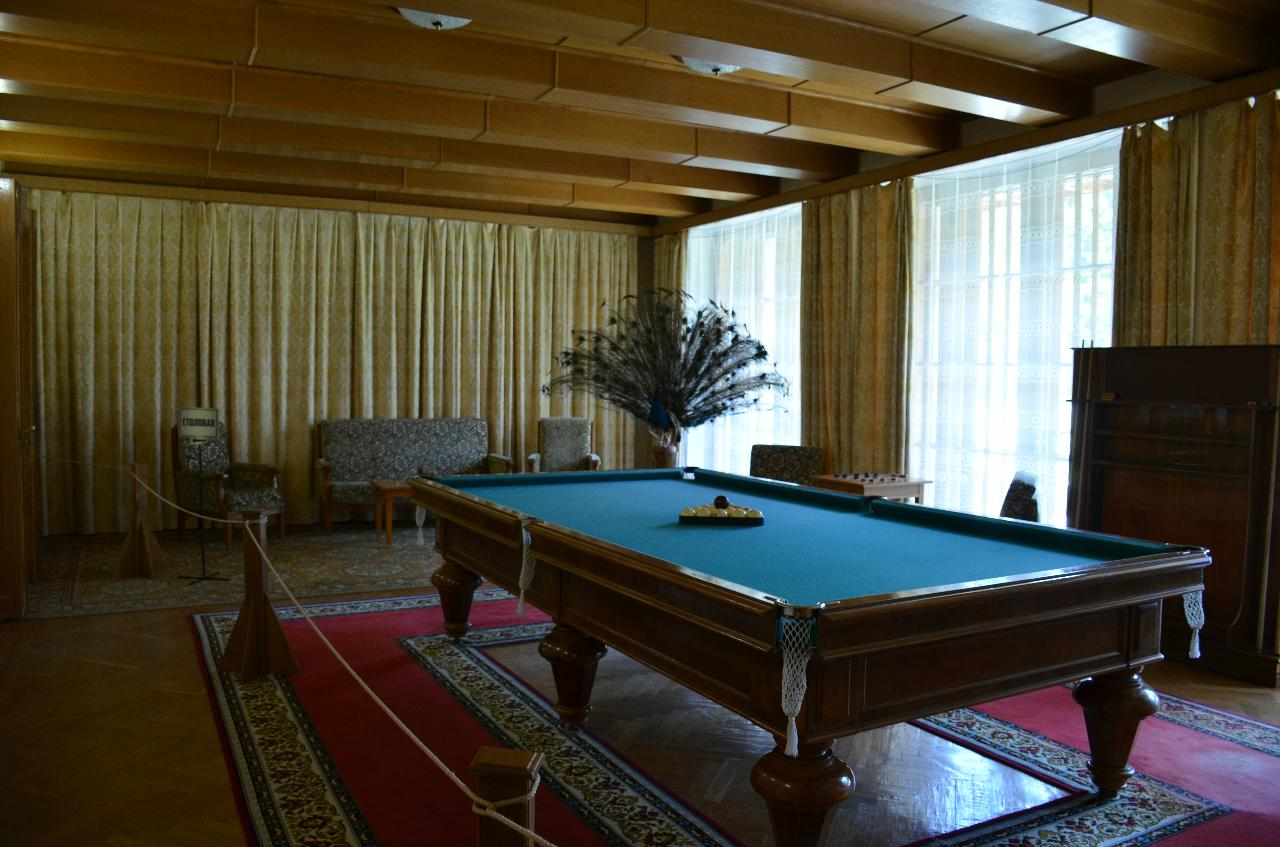
Сталин стал одаривать своих приближённых госдачами, которые стали загородным жильём для советской элиты

XII съезд РКП (б) (апрель 1923) в резолюции «По организационному вопросу» указал, что наряду с подбором партийных кадров очередной задачей партии является подбор «руководителей… советских органов, что должно осуществляться при правильной и всесторонне поставленной системе учёта и подбора руководителей, ответственных работников советских, хозяйственных, кооперативных и профессиональных организаций». Для этого было рекомендовано расширить и укрепить учётно-распределительные органы партии в центре и на местах «с целью охвата всей массы коммунистов и сочувствующих коммунизму работников во всех без исключения областях управления и хозяйствования».
Инструментом проведения кадровой политики стали так называемые номенклатурные списки руководящих должностей, которые впервые были утверждены Оргбюро ЦК РКП(б) в 1923 году. Согласно им назначения на наиболее важные должности производились только постановлением ЦК или с согласия Орграспредотдела ЦК ВКП (б). В этих списках значились и выборные должности, утверждение которых проходило в специальных комиссиях ЦК ещё до того, как тот или иной человек будет избран депутатом, делегатом, народным заседателем, профсоюзным работником и т. д.
Осенью 1923 года секретариат ЦК РКП(б) направил всем наркомам и руководителям государственных учреждений перечень должностей, назначения на которые осуществлялось исключительно за постановлением ЦК. В других союзных республиках разработка этих списков была передана республиканским ЦК. Механизм отбора управленческих кадров постоянно формировался и совершенствовался. Была введена так называемая номенклатура должностей в государственном и партийном аппарате, кандидаты на которые утверждались партийными комитетами соответствующих уровней. В 1925 году номенклатурные списки были переработаны и расширены до 6 тысяч позиций, а затем ежегодно пересматривались. В течение всего 1925 г. через ЦК ВКП (б) прошло 5723 назначения на самые высокие государственные посты в стране.
16 ноября 1925 г. Оргбюро ЦК приняло положение «О порядке подбора и назначения работников», обязывавшее все губкомы, крайкомы и ЦК национальных компартий «приступить к выработке номенклатуры должностей местных органов, назначения на которые производятся с утверждением данных парторганов…». Таким образом, партия взяла на себя контроль за назначением местных руководителей, формируя единую систему власти в многонациональной стране с различным уровнем социально-экономического развития регионов. Эта организационная деятельность представляла собой неотъемлемую часть общей работы партии по подбору и расстановке кадров. При этом, как отмечал А. И. Фурсов, при своём возникновении и на ранней стадии своего развития номенклатура представляла собой слой элиты, не имевший физических, социальных и экономических гарантий своего существования.
И. В. Сталин определял требования к руководящим работникам следующими словами: «Люди, умеющие осуществлять директивы, могущие понять директивы, могущие принять директивы, как свои родные, и умеющие проводить их в жизнь».
А. И. Фурсов говорит, что сталинская конфигурация власти была «параллелограммом сил»: партаппарат, госбезопасность, исполнительная власть и армия. Сталин играл на противоречиях и равновесии различных сил, и каждую из них «чистили». После войны Сталин начал переносить центр власти в наркоматы и сам стал председателем Совета министров СССР. Именно поэтому эту должность поспешил взять после его смерти Г. М. Маленков. Однако партийно-хозяйственный аппарат не собирался уступать, что использовал в борьбе за власть Хрущёв.

Признаком престижного потребления сталинского периода стали папиросы «Казбек», позволить себе которые могла только номенклатура и приближённые к ней социальные группы

Практически все члены номенклатуры были членами Коммунистической партии. Критики Сталина, такие как Джилас, критически определили номенклатуру как «новый класс». Троцкий использовал термин каста, а не класс, потому что видел Советский Союз как вырождающееся рабочее государство, а не новое классовое общество. Более поздние разработки теорий Троцкого, такие как теория государственного капитализма Тони Клиффа, относились к номенклатуре как к новому классу. Ричард Пайпс, антикоммунистический писатель, утверждал, что номенклатурная система в основном отражала продолжение старого царского режима, поскольку многие бывшие царские чиновники или «карьеристы» присоединились к большевистскому правительству во время и после Гражданской войны в России.

### Кризис номенклатуры и Большой террор

#### Альтернативные выборы
В 1937 году в СССР должны были состояться выборы в Верховный Совет на основе новой Конституции, на которых избирательные права получали все ранее ограниченные в них группы людей (в том числе спецпоселенцы и лишёнцы). В партийных организациях нарастал разрыв между «старыми большевиками», в значительной мере оторвавшимися как от низовых партийных ячеек, так и от масс, и молодёжью «сталинского призыва», которая в региональных организациях составляла до 2/3 общей численности (при том, что партия сильно выросла количественно). Понятно, что в партию устремились не только по идейным соображениям, но и по карьерным, поэтому раз в три-четыре года происходили чистки «аферистов и жуликов, морально и в быту разложившихся», дававшие «отсев» в 15-20 %. Тем самым в партийном руководстве росло ощущение ненадёжности кадрового резерва и угрозы «пятой колонны», что нагнетало нервозность его действий и решений.
На февральско-мартовском пленуме ЦК ВКП(б) 1937 г. Сталин выдвинул принцип подбора кадров по деловым качествам, осудив кумовство в действиях первого секретаря ЦК КП(б) Казахстана, бывшего секретаря ЦК КП(б) Азербайджана и Уральского обкома ВКП(б) Л. И. Мирзояна, который «таскал за собой приятелей, дружков из Азербайджана и с Урала, расставляя их на ключевые посты в республиканском партийно-государственном аппарате, создал группу лично ему преданных людей». «Так подбирать людей не годится, — говорил Сталин. — <.. .> Этот метод подбора небольшевистский, я бы сказал, антипартийный метод подбора людей, с этим методом товарищи должны покончить, пока не поздно».
После Февральско-мартовского пленума ЦК ВКП (б) региональная номенклатура столкнулась с двумя угрозами.
1. «Дело Бухарина — Рыкова» и новая заявленная кампания «искоренения вредительства» давали понять, что спокойной жизни не будет и репрессии могут коснуться каждого. К этой угрозе партийные кадры более или менее привыкли и научились подстраиваться под линию партии.
2. Угроза пройти через выборы на альтернативной основе в условиях формальной отмены ограничения избирательных прав для потенциально или реально опасных для власти групп населения. Ощутить «отрыв от масс» и опасность остаться наедине с зачастую враждебно настроенными к номенклатуре группами населения, попасть в зависимость от их массового поведения, она была не готова. Так, Р. И. Эйхе, доводя до членов руководимого им Западно-Сибирского крайкома ВКП (б) решения Пленума ЦК, заявил, что партийно-советской номенклатуре сверху донизу предстоит «драться» за влияние на массы, навыки чего оказались утрачены, забюрократизированы, тогда как «враги», особенно священнослужители уже «активизировались». Эйхе привел в пример один из сельсоветов Змеиногорского района, где местный священник пришел к председателю и заявил, что после выборов по новой системе может оказаться на этом месте. «А председатель сельсовета ответил ему: „Пока ты доберешься до [места] председателя, я сумею тебя десять раз посадить“.»«Но в этом ответе есть очень много опасного, и эта опасность заключается в том, что товарищ думает, что при новых выборах он сумеет удержаться у власти», — отметил тогда Эйхе", — указывает историк С. А. Красильников.

Ответом на эти угрозы стал развязанный в стране Большой террор, который должен был показать, что партия работает во враждебном окружении и допустить широкие массы к участию в управлении государством через альтернативные выборы невозможно.

#### Партийная демократия при Сталине
Тем не менее в партийных комитетах И. В. Сталин в 1937 году ввёл систему тайного голосования при выборах, которая была утверждена Февральско-мартовским пленумом ЦК ВКП (б). Он считал, что такая система является проверкой доверия к лидерам со стороны «низов». Если при голосовании кандидат набирал большое число голосов «против», это становилось поводом для оценки его соответствия занимаемой должности, а если к нему имелись другие претензии, — для отстранения или перевода на другую работу. Нарушения партийной дисциплины при проведении выборов руководства города и области на VIII Ленинградской городской объединённой партийной конференции в декабре 1948 года, когда в нескольких бюллетенях для тайного голосования были вычеркнуты фамилии первого секретаря обкома и горкома П. С. Попкова, второго секретаря горкома Я. Ф. Капустина, второго секретаря обкома Г. Ф. Бадаева, однако при объявлении результатов они якобы были избраны единогласно, послужили одним из тяжких обвинений этих и других руководителей во время «Ленинградского дела».

### Хрущёвский период

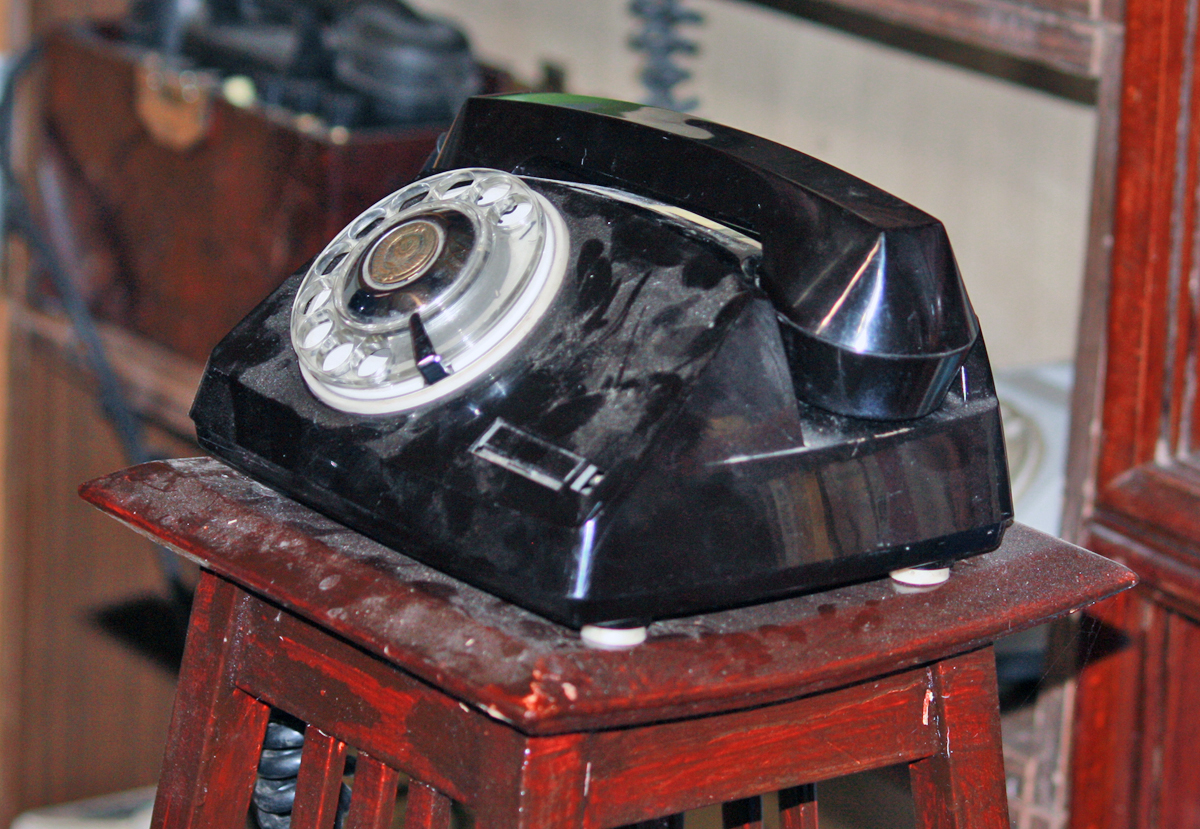
С хрущёвских времён, «вертушка» на столе становится статусным символом руководителей высокого ранга

Приход к власти Хрущёва ознаменовался для номенклатуры в 1953—1956 годах решением проблемы физических гарантий (арестовать номенклатурного работника можно было только с разрешения вышестоящего партийного комитета) и началом борьбы за социальные и экономические гарантии.

#### Два вектора номенклатуры
Партия как стержневая структура советской системы подчинялась Уставу, согласно которому социальное поведение вообще и любые организации находились под её контролем. Свою власть партия реализовывала как коллектив, однако материальное потребление её отдельных членов было индивидуальным и строго ранжированным. Многие представители номенклатуры хотели больше, чем это полагалось по рангу. Пока были сильны центральная власть и репрессивные структуры, это желание реализоваться не могло. Однако во время войны номенклатура укрепилась и срослась с хозяйственными органами. Первое базовое противоречие номенклатуры (между коллективной властью и индивидуальным потреблением материальных благ) реализовалось в двух тенденциях.
Одна была направлена на развитие преимущественно коллективистско-внеэкономических и централизованных форм и аспектов (центральные силовые структуры и ВПК). Другая — на преимущественно индивидуально-потребленческие нормы и аспекты, при ослаблении внутрииерархического централизованного контроля, с большей открытостью Западу (регионально-ведомственные группы, с разрушением репрессивного аппарата в центре получавшие все больше власти).

#### Действия Хрущёва
Как отмечает историк А. Б. Коновалов, в период нахождения у власти Хрущёва обоснование партийно-государственных решений по корректировке существующей политической системы характеризовалось высоким эмоциональным настроем при недостаточном подборе аргументов. «Основным доказательством выдвигаемых положений являлись цитаты из трудов классиков марксизма-ленинизма и выступлений Хрущёва». В дальнейшем наиболее негативных оценок удостоились инициированное Хрущёвым разделение партийных организаций по производственному принципу на сельские и промышленные, что осложнило работу по подбору и расстановке кадров. Часть исследователей указывает на «развитие общественных начал в партийно-государственном аппарате, введение регулярной сменяемости выборных партийных органов» как на положительный момент в партийном строительстве на этом отрезке времени.
Вместе с тем, другие исследователи, наоборот, считают, что регламентация принудительного обновления состава партийных органов негативно сказывалась на закреплении в них опытных работников. Приветствуя её отмену после ухода Хрущёва в середине 1960-х годов, они подчёркивают, что благодаря этому «установился более правильный подход к использованию на руководящей партийной работе людей, окончивших партийные учебные заведения».
Гарантируя номенклатуре физическое выживание, Хрущёв сломал сталинский параллелограмм власти, отмечает А. И. Фурсов. Он устранил Берию, Маленкова, а затем и Жукова как своих конкурентов и тем самым лишился любых рычагов воздействия на номенклатуру, кроме партийных интриг. При этом он оставался революционером троцкистского толка: выступал против социальных и экономических гарантий номенклатуры как квазикласса — против номенклатурных привилегий, индивидуальных дач, широкой продажи автомашин, дорогой мебели, ковров и драгоценностей. Постоянные реорганизации, в результате которых представители номенклатуры не могли укрепиться на насиженных местах, служили той же цели. Поэтому с отстранением от власти Хрущёва начался «золотой век» номенклатуры как статусной группы.

### Брежневский период

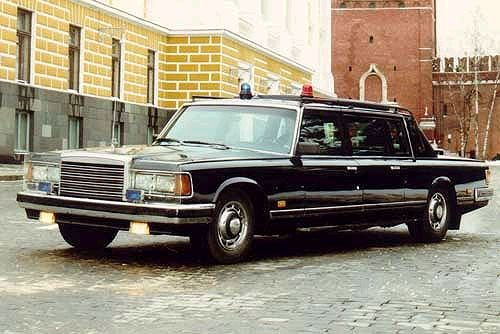
Чёрный длинный седан — символ принадлежности к высшему слою советской номенклатуры. Получил в народе ироническое название членовоз.

Волюнтаристская реорганизация структуры управления партией с разделением партийных органов на городские и сельские, проведённая в конце 1962 года, внесла известную сумятицу как в систему работы с кадрами, так и в плановое управление экономикой в целом. Первый после отстранения Хрущёва от власти Пленум ЦК КПСС, состоявшийся в ноябре 1964 года и посвящённый отмене этих новаций, показал необходимость, не останавливаясь на «откате» к прежней структуре управления, разработать и осуществить комплексные, радикальные её изменения, положенные на основу новых технологий «научной организации труда» (НОТ), как в те годы назывались мероприятия, предшествовавшие современной компьютеризации. Пленум с повесткой «Об улучшении управления промышленностью, совершенствовании планирования…» прошёл в сентябре 1965 года. В решениях пленума среди трёх главных направлений совершенствования форм планового руководства на первое место было поставлено «повышение научного уровня государственного управления экономики».

#### Унификация кадрового подхода
Состоявшийся в 1966 году XXIII съезд КПСС подтвердил приоритетность работ по этому направлению. В рамках этого государственного задания, в частности, был реализован проект по созданию унифицированной, единой для всей страны номенклатуры должностей. Соответствующий документ под названием «Единая номенклатура должностей служащих» (ЕНДС) был утверждён постановлением Госкомтруда СССР от 9 сентября 1967 года № 443. Принятие ЕНДС поставило работу партийных организаций с кадрами на единую основу, унифицированную в масштабах всей страны. По ЕНДС всем должностям были присвоены 4-значные коды, классифицированные в зависимости от объекта руководства. Предметом работы высших партийных органов стала 9-я группа номенклатуры, состоявшая из 20 разновидностей руководителей предприятий и учреждений. 8-я группа состояла из 80 разновидностей руководителей служб и подразделений на предприятиях и в учреждениях.
Число должностей в номенклатурных списках год от года менялось. Если в 1925 году в номенклатуру ЦК партии входило около 6 тысяч должностей, то в 1981 году — около 400 тысяч, что составляло около 0,1 % от общей численности населения СССР.
В группу, утверждавшуюся Политбюро ЦК КПСС, входили первые секретари ЦК республиканских компартий, обкомов, горкомов в городах союзного значения, а также главные редакторы центральных партийных изданий. В правительстве это были союзные наркомы (министры) и высшие военные руководители, а также послы в зарубежных странах. В народном хозяйстве это были директора крупнейших заводов, руководители творческих союзов.
В группу, утверждавшуюся Секретариатом ЦК КПСС, входили партийные, государственные и советские руководители рангом ниже: заместители министров, вторые секретари обкомов партии, председатели облисполкомов Советов и т. п.
К номенклатуре отделов ЦК относились менее значимые должности в партийном, государственном аппарате и общественных организациях: члены коллегий наркоматов (министерств), главные бухгалтеры и главные инженеры (в брежневское время — генеральные конструкторы), директора заводов и фабрик, начальники леспромхозов и заведующие базами, складами, конторами, трестами, синдикатами; в дипломатической службе консулы и пр.
Так называемая Эпоха застоя сопровождалась старением высших слоёв руководства. Если в начале советского периода большевистское руководство было относительно молодо, то брежневское Политбюро ЦК КПСС состояло в основном из стариков пенсионного возраста. Их средний возраст составлял 70 лет, а самыми молодыми членами и кандидатами в члены Политбюро в начале 80-х считались Горбачёв и Шеварднадзе, которым тогда было чуть больше 50 лет.

#### Приход в номенклатуру технократической элиты
Хозяйственные руководители в брежневскую эпоху стали заметной частью номенклатуры, а их присутствие в выборных органах государственной власти приобрело большее статусное значение, чем членство в КПСС, отмечает Е. Н. Волосов. За важными для народного хозяйства предприятиями в выборных органах закреплялись определённые квоты присутствия, а руководители крупнейших и стратегических предприятий избирались в высшие органы власти областного, краевого и республиканского уровня. Это отражало «формальную иерархию хозяйственных руководителей, фактический вес в экономике возглавляемых ими хозяйствующих субъектов, инвестиционные приоритеты конкретного исторического периода, степень внимания партийной бюрократии к той или иной отрасли народного хозяйства».

#### Олигархизация
В брежневское время ведущие позиции в номенклатуре приобрели руководители средневерхнего уровня (ведомства, обкомы): если в 1939 г. секретари ЦК республиканских компартий, крайкомов и обкомов составляли 20 % номенклатуры, то в 1952 г. — уже 50 %. Их местнические позиции препятствовали превращению СССР в единую народно-хозяйственную систему. «По сути, брежневский период стал временем олигархизации коммунистической власти, — делает вывод А. И. Фурсов. — Именно брежневская модель, а не хрущевская переходная фаза к ней от сталинской была реальной „оттепелью“: единственное тепло, которое мог выделять коммунизм, — это тепло гниения. Зрелость и начало разложения номенклатуры транслировались на весь социум».
Если в сталинской модели экономику обусловливал военно-промышленный комплекс, то при Брежневе злую шутку со страной сыграло открытие Тюменской нефти. Доля топливно-энергетического комплекса в экспорте с 1960-го по 1985-й год выросла с 16,2 % до 54,4 %, а доля сложной техники упала с 20,7 до 12,5 %. Внутри номенклатурной системы сформировались партийно-хозяйственные кланы, во многих регионах связанные с теневиками, которым для сохранения своего положения и легализации влияния и богатства требовалось «отсечь от созданного за советский период „общественного пирога“ 90 % населения» и превратиться в класс собственников.
А. И. Фурсов видит суть перестройки и первой половины 1990-х годов в борьбе между частью номенклатуры, связанными с ней хозяйственными сегментами, теневиками/криминалом и иностранным капиталом — с одной стороны, и советским (а затем экс-советским) средним классом — с другой. «Средний класс потерпел поражение, был уничтожен и превратился в „новую бедноту“: если в 1989 году в Восточной Европе (включая европейскую часть СССР) за чертой бедности жили 14 млн чел., то в 1996 году — 169 млн. Таким образом, брежневская эпоха сформировала два основных антагонистических слоя зрелого коммунистического общества, и в её конце был поставлен ленинский вопрос: „кто — кого?“. Горбачевщина первой стала ответом на этот вопрос, а ельцинщина — окончательным его решением».

#### «Привилегии»
В период перестройки огонь критики на партийное начальство был сосредоточен на его так называемых «привилегиях», которые сводились к получению персональной пенсии в старости и возможности пользоваться закрытыми распределителями товаров и медицинским обслуживанием в период работы.
Исторически сеть государственной советской торговли сложилась из нескольких сегментов, действовавших независимо друг от друга на одной и той же территории. Помимо сети обычных государственных магазинов, обслуживавших всех граждан без ограничения, на крупнейших промышленных предприятиях создавались собственные «ОРСы» — отделы рабочего снабжения («рабочие распределители»). Обычно ОРСы открывали свои торговые точки «за проходной», где они были доступны только работникам данного предприятия или учреждения.
Ещё одной крупнейшей торговой подсетью с особым режимом покупок были магазины потребительской кооперации. Изначально возможность покупки в них предоставлялась только членам данного потребительского кооператива, при условии выполнения ими плана по заготовке той или иной продукции (дары леса, рыба, дичь и пр.). Наконец, в брежневское время в Москве, Ленинграде, Киеве и других крупнейших городах СССР при крупнейших гастрономах и торговых центрах стали открываться «столы заказов» как форма регулирования снабжения дефицитом, доступная всем покупателям «с улицы». Параллельно с этими сетями снабжения в Москве, а затем и в других городах для высших представителей номенклатуры стали организовывать собственные каналы снабжения дефицитными товарами и продуктами. Формально так называемые спецраспределители («200-я секция ГУМа», магазин спецобслуживания на Кутузовском пр.) и приём заказов на проднаборы при столовых горкомов ничем не отличались от аналогичных ОРСов на предприятиях и столов заказов при рабочих столовых. Разница была лишь в местоположении этих «торговых точек» (в горкоме или на заводе), их контингенте, а также в ассортименте продукции.
Отдельным и более качественным было медицинское обслуживание. Высшие представители номенклатуры прикреплялись к специальным медицинским учреждениям, входившим в систему 4-го главного управления Министерства здравоохранения СССР.

### Ельцинский период
В 1991 году после распада СССР к власти пришла группа из демократов и молодой части номенклатуры, искавшей себе возможности для быстрого построения карьеры. Борис Ельцин был типичным представителем последних. На принятие решений влияла и старая советская номенклатура, которая старалась сохранить часть советского прошлого, — она была сосредоточена в Верховном Совете РСФСР, который был сформирован ещё до распада СССР.
По итогам приватизации 1990-х годов акции компаний, в итоге, достались тем, кто был тем или иным образом связан с номенклатурной элитой. Фактически заводы и другая собственность оказались в руках примерно 10 тыс. предпринимателей, связанных с чиновниками. Появившиеся в 1990-е годы в России предприниматели тем или иным образом были связаны с номенклатурой. Без связей с чиновниками было невозможно накопить первоначальный капитал. Фактически это были родственники или друзья представителей номенклатуры. По мере того, как олигархи накапливали капитал, они начинали все больше влиять на политические решения в стране и лоббировать свои интересы. Это новый этап развития номенклатуры: теперь в ней были не только чиновники, но и богатые бизнесмены, с ними связанные.
К концу срока правления Бориса Ельцина, по данным социолога Ольги Крыштановской, «правящая политическая команда на 77 % состояла из выходцев из советской номенклатуры и на 41 % из них же состояла так называемая „бизнес-элита“».

### Путинский период
Существует мнение, что в современной России, как и в брежневском СССР, номенклатура в общих чертах воспроизводит советскую. Политолог Дмитрий Орешкин (он выделял «номенклатурные» вотчины уже при Иване Грозном) называл высший слой российской бюрократии номенклатурой.

## Состав, структура и численность советской номенклатуры
По данным доктора исторических наук Олега Хлевнюка, накануне смерти Иосифа Сталина (1953 год) численность номенклатуры составляла (одна и та же должность могла входить одновременно в номенклатуру двух разных партийных органов — например, ЦК КПСС и областного комитета КПСС):
- Номенклатура ЦК КПСС — около 53 тысяч должностей;
- Номенклатура обкомов, крайкомов и ЦК компартий — около 350 тысяч должностей.

По сведениям, приведённым в Большой Российской энциклопедии, в 1981 году общее число должностей, утверждение на которые опосредовалось инструментом номенклатурных списков, составляло в СССР 400 тысяч человек. Михаил Восленский в изданиях книги «Номенклатура», вышедших уже после его бегства из СССР в 1972 году, оценивает численность номенклатурных работников в СССР брежневского периода цифрой 750 тысяч человек (без членов семей). Умножив эту цифру на 4 (предположительный средний состав семьи), писатель приходит к цифре 3 миллиона, язвительно замечая: «к дворянскому классу относится не только граф, но и его жена — графиня, и их дети. Не забудем и мы номенклатурных дам и номенклатурных деток».
Вместе с тем, фрагментарные данные по регионам СССР показывают, что численность номенклатуры на периферии была сравнительно небольшой. Так например, в 1970 году номенклатурный список должностей по Амурскому обкому КПСС составлял 1563 позиции при населении в 800 тысяч человек. В специальном магазине, созданном на основании постановления бюро Челябинского обкома ВКП(б) от 5 ноября 1941 года «Об организации магазина закрытого типа для руководящих работников Наркоматов и для областного и городского советско-партийного актива», обслуживались 97 человек, среди которых были как местные руководящие работники, так и члены семей эвакуированных работников.
В номенклатуру ЦК Коммунистической партии Белорусской ССР, утверждённую Бюро ЦК КПБ в 1972 году, входило 3376 должностей, в том числе 1753 работника в основную и 1623 работника в учётную номенклатуру. Население Белорусской ССР составляло в 1970 году 9 млн, и в 1991 году 10,3 млн человек.
Высшую ступень в номенклатуре занимала номенклатура ЦК КПСС, которая в 1980 году охватывала примерно 22,5 тыс. работников. В составе номенклатурных списков собственно партийная номенклатура составляла лишь часть, наряду с номенклатурой по органам управления народным хозяйством, ряда крупнейших общественных организаций и даже церкви. Так, все 5 членов Совета по делам Русской православной церкви в 1960-е годы входили в номенклатуру ЦК КПСС и назначались по решению ЦК КПСС (сами назначения оформлял Совет Министров СССР, которому совет был юридически подчинен).
В номенклатуру входило также руководство советских творческих организаций. Например, секретари правления Союза писателей СССР входили в учётно-контрольную номенклатуру ЦК КПСС. В январе 1985 года первый секретарь правления Союза Г. М. Марков известил ЦК КПСС о том, что в правлении вакантны 6 должностей секретарей и о том, какие кандидаты на эти посты, намеченные на эти посты руководством Союза, будут избраны VII съездом писателей.
Формированием кадрового резерва для замещения номенклатурных единиц при выбытии действующих руководителей (переход на другую работу, выход на пенсию, смерть) занимались сотрудники партийных органов соответствующего уровня по представлениям руководства организаций, в которых существовала замещаемая должность. При наличии в этих учреждениях, заводах, институтах и пр. партийных организаций их представители принимали в этом участие в обязательном порядке, даже если рекомендуемый в кадровый резерв не был членом КПСС. Лица, инициировавшие первичное выдвижение кандидата в кадровый резерв, обязаны были изложить в его характеристике сведения о его компетентности в соответствующей области. Чаще всего это предполагало совместную работу с кандидатом, хотя в отношении номенклатуры ряда крупнейших общественных организаций (например, творческих союзов, церкви и пр.) было достаточно рекомендации авторитетных лиц из соответствующей сферы.
В дальнейшем, после перехода из резерва в действующую номенклатуру, всё большее значение при дальнейшем продвижении управленца приобретали заключения уполномоченных по работе с кадрами на соответствующем уровне ЦК. В инструкциях ЦК и учебных пособиях по партийному строительству указывалось, что если человек попал «в номенклатуру, это не означает, что такой работник должен постоянно находиться на руководящей работе»

Если он не справляется с порученным ему участком государственной деятельности, то должен нести ответственность. При этом целесообразно также рассматривать вопрос о возможности дальнейшего использования таких кадров на руководящей работе.
Вывод из номенклатуры такого работника сопровождался коллегиальным гласным (на партийном собрании) или кулуарным (на заседании парткомов) «рассмотрением персонального дела» в присутствии представителя вышестоящей парторганизации. Если работник был членом КПСС, а итогом рассмотрения его персонального дела были партийные взыскания, он сохранял теоретический шанс остаться в составе номенклатуры на руководящей должности более низкого уровня или с откатом в резерв. Исключение из КПСС было высшей мерой партийного взыскания, после которой возврат в номенклатуру был уже невозможен. Ежегодно партийные организации СССР рассматривали многие тысячи таких персональных дел. Однако большинство лиц, попавших в номенклатуру и не получивших таких взысканий, оставались в ней пожизнено.
Развивая идеи М. Восленского, историк первобытного общества, профессор Ю. И. Семёнов отметил, что «люди, входящие в состав государственного аппарата, занимали в нём далеко не одинаковое положение. Условно их можно подразделить на две основные категории: ответственных (или номенклатурных) работников и всех прочих». В соответствии со своей оригинальной концепцией собственности Ю. В. Семёнов квалифицировал ответственных работников партгосаппарата, как якобы частных собственников вверенных им в управление средств производства, хотя, как он сам признаёт, «ни один из номенклатурщиков, взятый в отдельности, не был собственником средств производства».

## Номенклатурные привилегии
Входившие в номенклатуру лица обладали определёнными правами, которые противники номенклатуры называли «привилегиями». Доктор исторических наук Олег Хлевнюк выделял следующие права советской номенклатуры:
- Пайки (продуктовый, вещевой и книжный). Они выдавались бесплатно. После денежной реформы 1947 года были заменены «конвертами» — денежными выплатами, с которых не платились налоги;
- Запрет на арест члена партии без согласия партийного секретаря. Введен в 1935 году, в период Большого террора фактически не действовал (в 1937—1938 годов были арестованы около 40 тысяч номенклатурных работников), в 1939 году этот запрет был возобновлен. Партийные секретари часто не давали санкции на арест коммунистов. После Великой Отечественной войны прокурор СССР писал Иосифу Сталину, что в СССР существует два законодательства: для коммунистов и для беспартийных;
- Запрет на вербовку осведомителей среди членов партии (не соблюдался в Большой террор);
- Особое медицинское обслуживание. В 1920-е годы руководителей направляли на лечение за границу, в 1930-е годы иностранных врачей приглашали в СССР для лечения руководства;
- Иные привилегии — охрана, отдых в специальном санатории, служебная автомашина, особое обеспечение жильём.

Некоторые из этих привилегий сохранялись до конца советского периода. В частности, по словам входившего в номенклатуру (в качестве главного редактора «Собеседника») Владимира Снегирева, в Перестройку действовал запрет для КГБ вербовать в качестве агентов номенклатуру.
Борис Ельцин на посту первого секретаря московского городского комитета КПСС вел борьбу с номенклатурными (партийными) привилегиями, которая сопровождалась разоблачительными материалами в «Московской правде». Впрочем уже в 1990 году Ельцин не только отказался от борьбы с привилегиями, но и принял решение о том, что надо их «выбивать». Став председателем Верховного совета РСФСР в 1990 году, Ельцин попросил разрешения пользоваться дачей «Архангельское-2»:

Когда я был депутатом Верховного совета — отказался от депутатской машины, от дачи. Отказался и от специальной поликлиники, записался в районную. И вдруг столкнулся с тем, что здесь не отказываться надо, а выбивать! Поскольку руководителю России были нужны не привилегии, а нормальные условия для работы, которых на тот момент просто не было, Это внезапное открытие меня так поразило, что я капитально задумался: поймут ли меня люди? Столько лет клеймил привилегии и вдруг… Потом решил, что люди не глупее меня. Они ещё раньше поняли, что бороться надо не с партийными привилегиями, а с бесконтрольной, всеохватной властью партии.
Эта перемена многим не понравилась. Так, диссидент Юрий Буртин в марте 1992 года писал об «удивительной небрезгливости, позволяющей нашим новым руководителям занимать те же кабинеты и разъезжать на тех же роскошных бронированных лимузинах, которыми раньше пользовались члены Политбюро».

## Номенклатура в советской культуре
В советской культуре существовали произведения, в которых упоминалась и даже критиковалась номенклатура.
Так, герой Шукшина, тракторист, в фильме Б. Барнета «Алёнка» (1961) говорит: «Конечно, ей тут непривычно. Не моей пары рукавица. Отец у ней крупный работник. Номенклатура. В легковухе возят».
Сергей Михалков в басне 1957 года «Осёл в обойме» (экранизирована в 1966 году — мультфильме для взрослых «Иван Иванович заболел…», где текст басни от автора читает Игорь Ильинский) так описал стремление номенклатурного работника получить высокую должность:
Вопрос с ослами ясен, но не прост;

Ты можешь снять с Осла, коль это нужно, шкуру

И накрутить ему за все ошибки хвост,

Но если уж Осёл попал в номенклатуру,

Вынь да подай ему руководящий пост!

### Комментарии
1. ↑  По примеру Оргбюро ЦК местные партийные структуры (республиканские, областные и районные) стали создавать собственные списки[10]. Таким образом, со временем в СССР образовалась иерархическая система «номенклатур», члены которых и только они могли занимать сколько-нибудь значимые руководящие посты. Именно такая система обеспечивала  диктатуру ленинской партии, начиная с первых дней существования т.н. «советской власти». Официально же «руководящая роль КПСС» была открыто зафиксирована лишь в конституции СССР 1977 года [10].